# Sandra Petojevic
Aleksandra Anna-Maria Petojevic (verksam som Sandra Petojevic), född 1969 i Piteå, är en svensk fantasyförfattare och sjökortsrättare.
Hon har skrivit romanserien Maktens tiaror, som består av böckerna [Bortom Eldravinen], Bortom Khuzul Daar och Bortom världens mur. Serien är utgiven på Vesuvius förlag. Hon har även skrivit artiklar för tidskriften Orgelforum och till Brigitte Oxelqvists bok Flickor med Aspergers syndrom, utgiven på Joelsgården förlag. Sandra Petojevic har hållit ett TED Talk i Göteborg om att ha Aspergers syndrom.
Sandra Petojevic är även illustratör, och hon har bland annat illustrerat novelltidskriften Brev från Cosmos. Hon har en filosofie magister i konst- och bildvetenskap.
Petojevic föddes i Piteå.